# Efraín Herrera
Efraín Herrera (Città del Messico, 28 settembre 1959) è un ex calciatore messicano, di ruolo difensore.